# Windows Explorer
Explorador de Arquivos, anteriormente conhecido como Windows Explorer, é um gerenciador de arquivos e o ambiente de trabalho padrão incluído nas versões do sistema operacional Microsoft Windows desde o Windows 95. Ele oferece uma interface gráfica para acessar os sistemas de arquivos, além de elementos de interface do usuário, como a barra de tarefas e a área de trabalho.
O nome do aplicativo foi alterado de "Windows Explorer" para "Explorador de Arquivos" no Windows 8; entretanto, o nome antigo "Windows Explorer" ainda aparece no Gerenciador de Tarefas do Windows.

## Aparência do Windows Explorer
A janela do Explorer tem uma Barra de Menu, no lado superior, acompanhada ou não de barras de ferramentas.
Para chegar às funções do programa, acessa-se vários submenus, por meio de:
- Mouse: colocar a seta do mouse sobre o item desejado e clicar uma vez com o botão esquerdo. Aparecerá um submenu, com a listagem das opções existentes;
- Teclado: pressionar e segurar a tecla ALT em conjunto com a letra que estiver sublinhada no menu desejado (A para Arquivo, E para editar, X para Exibir, etc.)

No menu Exibir pode-se escolher como se deseja ver o conteúdo do Explorer. Para se visualizar as barras de ferramentas e de status elas devem estar marcadas.
A área do programa, logo abaixo das barras, está dividida em duas partes. Essas duas partes, contando-se da esquerda para direita, podem levar o nome de: árvore e conteúdo respectivamente. Na primeira, é onde são apresentadas as pastas e sub-pastas contidas em seu computador (se a pasta contiver uma sub-pasta) esta conterá um sinal de mais (+) em sua frente. O lado do conteúdo será utilizado quando o usuário der um 
clique em uma pasta da árvore.

## Opções de Inicialização
Você pode usar as opções de linha de comando para personalizar o modo de exibição padrão usado pelo 
Windows Explorer quando ele é iniciado ou para especificar o modo de exibição quando você inicia o Windows Explorer a partir de um prompt de comando.

### Comandos
/n - Abre uma nova janela com um único painel para a seleção padrão. Geralmente é a raiz da unidade onde o Windows está instalado.
/e - Inicia o Windows Explorer usando o modo de exibição padrão.
/root - Abre um modo de exibição de janela do objeto especificado.
/select - Abre um modo de exibição de janela com a pasta, arquivo ou programa especificado selecionado.

#### Executar o Windows Explorer a partir de uma linha de comandos
Para executar o Windows Explorer a partir de um prompt de comando:
1. Clique em Iniciar e, em seguida, clique em Executar.
2. Na caixa Abrir, digite Explorer e clique em OK.

Ex.: Os exemplos a seguir descrevem o uso das opções do Windows Explorer.
Explorer /n - Este comando abre uma janela do Explorer usando a configuração padrão. Geralmente é a raiz da unidade onde o Windows está instalado.
 Explorer /e - Este comando inicia o Windows Explorer usando o modo de exibição padrão.
 Explorer /root, C:\Windows\Cursors - Este comando inicia o Windows Explorer na pasta C:\Windows\Cursors. Esse exemplo usa C:\Windows\Cursors como a pasta "raiz" do Windows Explorer. Obs.: observe a vírgula depois da opção "/root" no comando.
 Explorer /select, C:\Windows\Cursors\banana.ani - Este comando inicia o Windows Explorer com o arquivo "C:\Windows\Cursors\banana.ani" selecionado.  Obs.: observe a vírgula depois da opção "/select" no comando.

#### As opções do Windows Explorer podem ser combinadas em um único comando
O exemplo a seguir mostra a combinação das opções de linha de comando no Windows Explorer.
Explorer /root, \\ servidor \ compartilhamento, /select, Program.exe  - Este comando inicia o Windows Explorer usando o compartilhamento remoto como a pasta "raiz", com o arquivo Program.exe selecionado.

#### Alterar a pasta de inicialização padrão do Windows Explorer
Para alterar a pasta de inicialização padrão do Windows Explorer:
1. Clique em Iniciar, aponte para Todos os programas, para Acessórios e depois clique com o botão direito do mouse em Windows Explorer.
2. No menu exibido, clique em Propriedades.
3. Na caixa Destino, anexe a opção de linha de comando "/root" ao comando "%SystemRoot%\Explorer.exe", usando o local de inicialização desejado.

- Por exemplo, se você desejar que o Windows Explorer inicie na raiz da unidade C, edite o comando desta forma:

%SystemRoot%\Explorer.exe /root, C:\ 

## Windows XP
O Windows XP refere-se ao Windows Explorer como 'Meus documentos'. O Windows 98 incluiu mais duas novas pastas: 'Minhas imagens' e 'Minhas músicas'.
Salvar um vídeo no Movie Maker ou instalar o Media Player 10 ou 11 inclui uma pasta 'Meus vídeos'. Baixar um arquivo ou instalar um programa inclui uma pasta 'Downloads'.
No Windows Vista, incluem-se mais pastas: 'Jogos Salvos', 'Contatos', 'Pesquisas', 'Links' e 'Favoritos'. Inclui-se também a pasta 'TV Gravada', para armazenar programas de TV gravados no computador.
| Pasta           | Função                                                             |  |
| --------------- | ------------------------------------------------------------------ |  |
| Meus documentos | Acessar cartas, relatórios, anotações e outros tipos de documentos |  |
| Minhas imagens  | Exibir e organizar fotos digitais, imagens e arquivos gráficos     |  |
| Minhas músicas  | Tocar música e outros arquivos de áudio                            |  |
| Meus vídeos     | Assistir a filmes caseiros e outros vídeos digitais                |  |
| Downloads       | Localizar downloads da Internet e links para sites favoritos       |  |